# Águas Tenebrosas
Águas Tenebrosas (em inglês:  Dark Waters) é um filme de suspense gótico noir estadunidense de 1944 dirigido por André De Toth. O roteiro de Marian B. Cockrell,Joan Harrison e Arthur T. Horman é baseado em romance homônimo de Francis e Marian Cockrell.[carece de fontes?]

## Elenco
- Merle Oberon...Leslie Calvin
- Franchot Tone... Dr. George Grover
- Thomas Mitchell...Senhor Sydney
- Fay Bainter...Tia Emily
- Elisha Cook, Jr....Cleeve
- John Qualen...Tio Norbert
- Rex Ingram...Pearson Jackson
- Nina Mae McKinney...Florella

## Sinopse
Leslie Calvin viajava de navio com seus pais durante a Segunda Guerra Mundial quando foram atacados por um submarino alemão. Leslie sobrevive mas fica órfã e acorda num hospital da Louisiana, ainda bastante abalada com a tragédia. Ela escreve para uns tios em Nova Iorque que não conhece mas descobre que eles se mudaram para uma plantação próxima do local em que está. Segue de trem até a estação local mas ninguém aparece para recebê-la. Sentindo-se desamparada, acaba desmaiando e é socorrida pelo médico Dr. George Grover. Ela quer ir embora mas o médico a convence a seguir até a plantação que fica em meio a um pântano, sendo recebida pelos tios e dois hóspedes estranhos, o senhor Sydney e Cleeve. Leslie começa a ouvir vozes e ruídos inquietantes durante a noite e pensa estar ficando louca até que descobre um plano sinistro que ameaça sua vida.[carece de fontes?]

## Recepção
O crítico da Revista Slant, Glenn Heath Jr., gostou do filme e escreveu: "Narrativa ditada em Dark Waters de Andre de Toth , um quebra-cabeças alucinatório nas profundezas dos pântanos da Louisiana na década de 1940 que se tornam um perfeito cenário para escuridão sombria e jogo de palavras dissimuladas ... Dark Waters termina com múltiplos cadáveres afundando no pântano e Leslie diretamente confrontada com o que um personagem chama de "complexo de persuasão". A bravura final através do lamaçal é um espanto, e apesar de algum romance superficial e sentimentos um pouco forçados, o filme se mantém fiel ao seu modo misticamente sombrio, um primo distante de I Walked with a Zombie de Tourneur .